# Patrick Welman
P.G. (Patrick) Welman (Glanerbrug, 30 mei 1967) is een Nederlandse bestuurder en CDA-politicus. Sinds 17 december 2018 is hij burgemeester van Oldenzaal.

## Biografie

### Opleiding en loopbaan
Welman ging van 1979 tot 1987 achtereenvolgens naar de mavo, havo en meao. Van 1987 tot 1994 studeerde hij bestuurskunde aan de Thorbecke Academie en de Erasmus Universiteit Rotterdam. Van 1996 tot 2001 was hij organisatieadviseur bij PNO Management Consultants. Van 2001 tot 2005 was hij beleidsmedewerker bij de provincie Overijssel. Van 2005 tot 2009 was hij bestuursadviseur bij de Universiteit Twente. Van 2007 tot 2011 was hij manager gebiedsontwikkeling bij het Kennispark Twente. Van 2010 tot 2012 was hij campusmanager bij de Universiteit Twente.

### Politieke loopbaan
Welman was van 2002 tot 2012 gemeenteraadslid van Enschede, van 2006 tot 2011 als CDA-fractievoorzitter. Van 2012 tot 2014 was hij wethouder van Enschede in een college met PvdA, de VVD en Burgerbelangen Enschede, als opvolger van Myra Koomen. In zijn portefeuille zat onder meer Werk en Inkomen en was stadsdeelwethouder Stadsdeel West. In de periode 2014 tot en met 2018 was Welman wethouder Economie en Werk en Stadsdeelwethouder Stadsdeel West. Vanaf 2018 was hij weer actief als gemeenteraadslid en als eigenaar van Welman Management en Advies.
Welman werd op 29 oktober 2018 door de gemeenteraad van Oldenzaal aanbevolen als nieuwe burgemeester. Welman werd benoemd en de benoeming ging in op 17 december 2018.

### Persoonlijk
Welman woont samen en heeft een zoon en dochter.